# Station Terhagen
Station Terhagen is een spoorwegstation langs spoorlijn 89 (Denderleeuw - Kortrijk) bij het gehucht Terhagen op de grens van Borsbeke en Ressegem, beide deelgemeenten van Herzele. Het is nu een stopplaats. Station Terhagen maakt samen met alle andere stations op het traject Denderleeuw - Zottegem deel uit van het Brusselse Gewestelijk ExpresNet.
Terhagen is een kleine halte gelegen op de grens tussen de Herzeelse deelgemeenten Ressegem en Borsbeke. Terhagen heeft nooit een stationsgebouw gehad (ondanks heeft de stopplaats toch een telegrafische code gekregen). Perron 1 bevindt zich op het grondgebied van de vroegere gemeente Borsbeke, perron 2 ligt grotendeels in Ressegem. Deze tweedeling is er vermoedelijk de oorzaak van dat de halte niet naar een van de twee dorpen is vernoemd maar naar een nabijgelegen gehucht, Terhagen (dat inmiddels geheel met Borsbeke vergroeid is).
De perrons bevinden zich in een bajonetligging, dat betekent dat beide perrons schuin tegenover elkaar aan weerszijden van de overweg liggen. Zodoende blijft de overweg minder lang gesloten als een trein in het station stopt. Om de perrons over te steken dient de overweg gebruikt te worden.
In 2009 en 2010 werd de stopplaats grondig vernieuwd. Dit gebeurde in het kader van het GEN-project dat een gevoelige opwaardering van de Brusselse voorstadslijnen vooropstelt. Voor 2009 was de halte-inrichting marginaal te noemen: beide perrons waren onverhard en op de oude, lagere standaardhoogte (wat instappen voor sommige mensen een hele klus maakte). De foto's op deze pagina dateren nog uit deze periode.
Sindsdien zijn de perrons naar de nieuwe standaardhoogte gebracht (76 centimeter) en verhard wat het voorzieningsniveau meer in lijn met andere soortgelijke stations brengt. Om in schuilgelegenheid te voorzien heeft Infrabel enkele wachthuisjes van het nieuwe type ("Mechelen") geplaatst.
Met ingang van de nieuwe dienstregeling op 13 december 2020 werd in het kader van het Brusselse Gewestelijk ExpresNet het station heropend in het weekend. Het was van 1993 geleden dat er nog in het weekend treinen stopten in Terhagen.

## Galerij

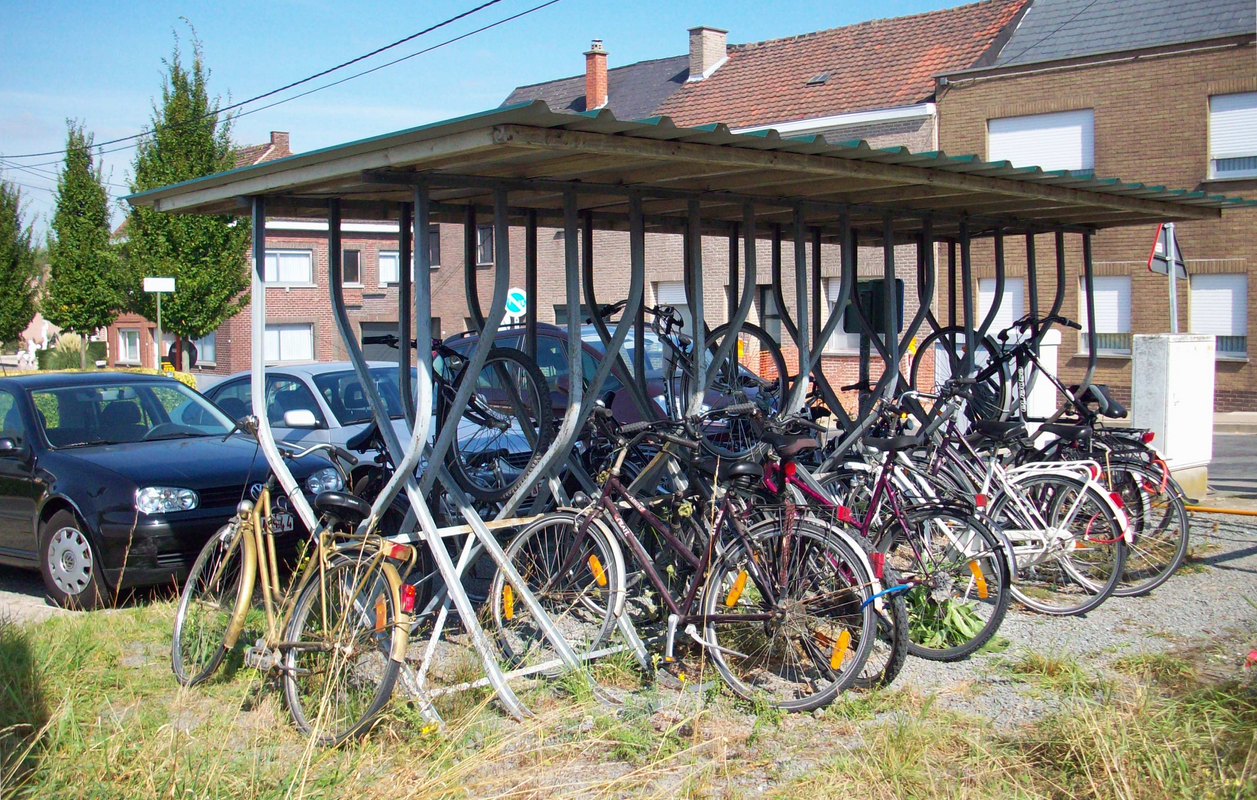
Fietsenstalling (2009)
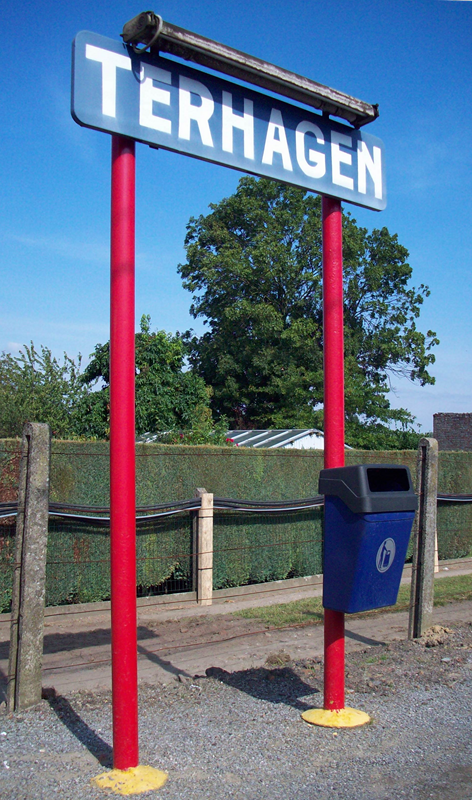
Naambord station Terhagen (2009)

## Treindienst
| Serie | Treinsoort | Route                                                                               | Bijzonderheden |
| ----- | ---------- | ----------------------------------------------------------------------------------- | --- |
| S 3   | GEN (NMBS) | [ Denderleeuw – ] Geraardsbergen – Brussel-Zuid – [ Dendermonde ] / [ Schaarbeek ]  | Rijdt tijdens de spits vanaf/naar Denderleeuw. Tijdens de spits extra ritten Geraardsbergen-Schaarbeek. Rijdt tijdens het weekend Denderleeuw-Brusssel-Noord.      |
| S 8   | GEN (NMBS) | Zottegem – Terhagen – Brussel-Zuid – Brussel-Schuman – Ottignies – Louvain-la-Neuve | Rit naar Zottegem rijdt niet in het weekend. Een rit rijdt dagelijks tussen Brussel-Zuid - Ottignies. Een rit rijdt dagelijks tussen Ottignies - Louvain-la-Neuve. |

## Reizigerstellingen
De grafiek en tabel geven het gemiddeld aantal instappende reizigers weer op een week-, zater- en zondag.
| Tabel: aantal instappende reizigers station Terhagen | Tabel: aantal instappende reizigers station Terhagen | Tabel: aantal instappende reizigers station Terhagen | Tabel: aantal instappende reizigers station Terhagen |
|                                                      | Weekdag                                              | Zaterdag                                             | Zondag                                               |
| ---------------------------------------------------- | ---------------------------------------------------- | ---------------------------------------------------- | ---------------------------------------------------- |
| 1977                                                 | 285                                                  | 25                                                   | 30                                                   |
| 1978                                                 | 260                                                  | 40                                                   | 15                                                   |
| 1979                                                 | 273                                                  | 23                                                   | 19                                                   |
| 1980                                                 | 270                                                  | 16                                                   | 5                                                    |
| 1981                                                 | 213                                                  | 11                                                   | 5                                                    |
| 1982                                                 | 217                                                  | 23                                                   | 22                                                   |
| 1983                                                 | 265                                                  | 28                                                   | 25                                                   |
| 1984                                                 | 209                                                  | 19                                                   | 23                                                   |
| 1985                                                 | 160                                                  | 26                                                   | 42                                                   |
| 1986                                                 | 126                                                  | 16                                                   | 30                                                   |
| 1987                                                 | 268                                                  | 19                                                   | 23                                                   |
| 1988                                                 | 159                                                  | 17                                                   | 9                                                    |
| 1989                                                 | 170                                                  | 23                                                   | 18                                                   |
| 1990                                                 | 188                                                  | 16                                                   | 12                                                   |
| 1991                                                 | 180                                                  | 22                                                   | 14                                                   |
| 1992                                                 | 179                                                  | 18                                                   | 14                                                   |
| 1993                                                 | 164                                                  | 9                                                    | 13                                                   |
| 1994                                                 | 177                                                  | -                                                    | -                                                    |
| 1995                                                 | 182                                                  | -                                                    | -                                                    |
| 1996                                                 | 200                                                  | -                                                    | -                                                    |
| 1997                                                 | 186                                                  | -                                                    | -                                                    |
| 1998                                                 | 145                                                  | -                                                    | -                                                    |
| 1999                                                 | 160                                                  | -                                                    | -                                                    |
| 2000                                                 | 160                                                  | -                                                    | -                                                    |
| 2001                                                 | 134                                                  | -                                                    | -                                                    |
| 2002                                                 | 114                                                  | -                                                    | -                                                    |
| 2003                                                 | 119                                                  | -                                                    | -                                                    |
| 2004                                                 | 100                                                  | -                                                    | -                                                    |
| 2005                                                 | 102                                                  | -                                                    | -                                                    |
| 2006                                                 | 102                                                  | -                                                    | -                                                    |
| 2007                                                 | 96                                                   | -                                                    | -                                                    |
| 2008                                                 | -                                                    | -                                                    | -                                                    |
| 2009                                                 | 92                                                   | -                                                    | -                                                    |
| 2010                                                 | -                                                    | -                                                    | -                                                    |
| 2011                                                 | -                                                    | -                                                    | -                                                    |
| 2012                                                 | 118                                                  | -                                                    | -                                                    |
| 2013                                                 | 105                                                  | -                                                    | -                                                    |
| 2014                                                 | 129                                                  | -                                                    | -                                                    |
| 2015                                                 | 164                                                  | -                                                    | -                                                    |
| 2016                                                 | 130                                                  | -                                                    | -                                                    |
| 2017                                                 | 132                                                  | -                                                    | -                                                    |
| 2018                                                 | 183                                                  | -                                                    | -                                                    |
| 2019                                                 | 196                                                  | -                                                    | -                                                    |
| 2020                                                 | 114                                                  | -                                                    | -                                                    |
| 2021                                                 | -                                                    | -                                                    | -                                                    |
| 2022                                                 | 290                                                  | 80                                                   | 67                                                   |
| 2023                                                 | 290                                                  | 50                                                   | 45                                                   |
| 2024                                                 | 300                                                  | 121                                                  | 97                                                   |

0,0: Aalst ·
2,1: Aalst-Kerrebroek ·
4,2: Vijfhuizen ·
6,5: Erpe-Mere ·
9,0: Bambrugge ·
10,0/11,2: Burst ·
13,0: Terhagen ·
14,3: Herzele ·
16,0: Hillegem ·
17,6: Leeuwergem ·
20,2: Zottegem ·
2,3: Rozebeke ·
3,6: Michelbeke ·
7,7: Nederbrakel ·
10,7: Opbrakel ·
12,7: Vloesberg-Bos ·
15,6: Queneau ·
16,3: Rigoudrie ·
17,9: Elzele ·
23,0: Marijve ·
24,0: Ronse
0,0: Denderleeuw ·
2,1: Welle ·
3,9: Haaltert ·
6,5: Ede ·
11,2: Burst ·
13,0: Terhagen ·
14,3: Herzele ·
16,0: Hillegem ·
17,6: Leeuwergem ·
20,2: Zottegem ·
25,8: Roborst ·
27,5: Munkzwalm ·
30,0: Sint-Denijs-Boekel ·
32,5: Welden ·
34,7: Ename ·
37,5: Oudenaarde ·
41,0: Petegem ·
43,2: Elsegem ·
45,7: Anzegem ·
49,1: Sterhoek ·
53,8: Vichte ·
56,6: Deerlijk ·
59,8: Stasegem ·
63,3: Kortrijk